# Gelos
Gelos – miejscowość i gmina we Francji, w regionie Nowa Akwitania, w departamencie Pireneje Atlantyckie.
Według danych na rok 1990 gminę zamieszkiwało 3529 osób, a gęstość zaludnienia wynosiła 320 osób/km² (wśród 2290 gmin Akwitanii Gelos plasuje się na 123. miejscu pod względem liczby ludności, natomiast pod względem powierzchni na miejscu 996.).